# University of Lincoln (Großbritannien)

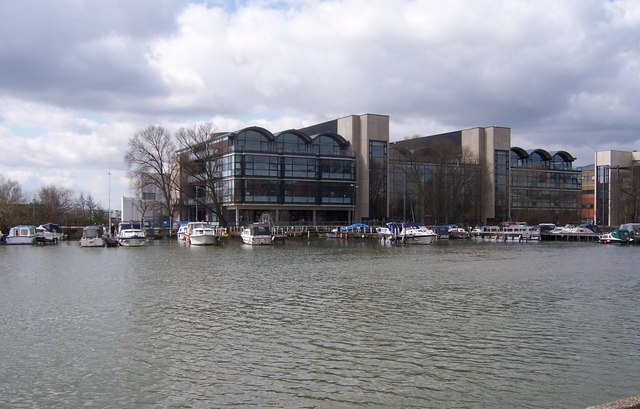
Universitätsgebäude am Brayford Pool (2006)

Die University of Lincoln ist eine Universität in Lincoln in Großbritannien. Sie hat ihre Ursprünge im Jahr 1861, wurde 1992 als Universität gegründet und erhielt 2001 ihren gegenwärtigen Namen und Struktur.

## Zahlen zu den Studierenden
Von den 16.425 Studenten des Studienjahrens 2019/2020 nannten sich 8.875 weiblich und 7.540 männlich. 14.990 kamen aus England, 70 aus Schottland, 125 aus Wales, 40 aus Nordirland, 210 aus der EU und 975 aus dem Nicht-EU-Ausland. 14.095 der Studierenden strebten 2019/2020 ihren ersten Studienabschluss an, sie waren also undergraduates. 2.330 arbeiteten auf einen weiteren Abschluss hin, sie waren postgraduates.

## Ehemalige der Universität
- Thomas Ridgewell (* 1990), Webvideoproduzent
- Chris Rankin (* 1983), Schauspieler